# Dialectalisme passiu
Un dialectalisme passiu és un tret d'un dialecte consecutiu que ha rebut del dialecte del qual procedeix. En són un exemple els trets del català valencià que va rebre del català nord-occidental en el moment de la seva formació, com ara el manteniment de la vocal [a] en posició àtona.